# Mbabane Swallows Football Club
O Mbabane Swallows Football Club é um clube de futebol com sede em Mbabane, Essuatíni. A equipe compete no Campeonato Suazi de Futebol.

## História
O clube foi fundado em 1948.